# Tierras legendarias
Tierras legendarias es el primer disco recopilatorio de Los Calchakis, editado en 1981 con el sello francés ARION, en donde el grupo recoge algunos de sus más célebres éxitos tras 20 años de carrera artística.

## Lista de canciones
| Tema musical           | Recogido en el disco:                        |
| ---------------------- | -------------------------------------------- |
| Recuerdo               | Le chant des poètes révoltés / Vol 1 1974    |
| El toro rabón          | La marimba sud-americaine 1969               |
| Santa María de Iquique | La flute indienne a travers les siècles 1973 |
| La cocinerita          | Disque d'or 1970                             |
| Uskil                  | Mystere des Andes 1971                       |
| Carta a Buenos Aires   | Toute l'Argentine 1976                       |
| Taquirari del regreso  | La flute indienne par le disque 1971         |
| Anata morena           | La flute indienne a travers les siècles 1973 |
| Linda cambita          | Mystere des Andes 1971                       |
| Rondador               | Les flutes de l'Empire Inca 1975             |
| Cuculi                 | Disque d'or 1970                             |
| Bailecito triple       | Toute l'Argentine 1976                       |
| Joropeando             | La marimba sud-americaine 1969               |
| Presencia lejana       | Les flutes de l'Empire Inca 1975             |
| Destino de sombras     | Le chant des poètes révoltés / Vol 1 1974    |
| Tiempo de paz          | Cantata Mundo Nuevo 1977                     |